# Don Heck
Don Heck (New York, 2 gennaio 1929 – New York, 23 febbraio 1995) è stato un fumettista statunitense noto soprattutto per aver creato con Stan Lee il personaggio di Iron Man e per aver lavorato come disegnatore per lungo tempo negli anni sessanta alla serie The Avengers.

## Biografia

### Gli anni giovanili
Nato nel quartiere giamaicano del distretto di Queens, a New York, Don Heck imparò a disegnare prima tramite un corso per corrispondenza, poi frequentando la Woodrow Wilson Vocational High School in Giamaica ed infine al Brooklyn Community College. Continuò con degli studi occasionali finché nel 1949 un amico d'università lo raccomandò per un lavoro alla Harvey Comics, riproducendo giornali, strisce a fumetti, o persino copie fotostatiche in forma di fumetto, compresi i lavori del suo idolo del tempo Milton Caniff, famoso autore di fumetti al cui stile poi Heck si ispirerà. Assieme a lui alla Harvey Comics lavorò anche un altro futuro artista dei fumetti Pete Morisi.
Heck lasciò la Harvey Comics dopo un anno e dopo aver portato alcuni propri provini a delle compagnie scelte a caso, ottenne degli incarichi come free lance per Quality Comics, Hillman Comics e Toby Press. I suoi primi lavori accreditati furono i fumetti horror Weird Terror, Horrific, Terrific e Danger, oltre alla violenta serie western Death Valley per l'editore Comic Media a partire dal 1952. Per l'editore U.S. Pictorial, attorno al 1955 disegnò il numero unico Captain Gallant of the Foreign Legion, un fumetto derivato da uno spettacolo televisivo, probabilmente un numero omaggio per la H. J. Heinz Company basato sulla syndication omonima che andò in onda tra il 1955 ed il 1957.

### Atlas Comics
Attraverso il collega Pete Morisi, Heck conobbe Stan Lee, editore capo e art director della Timely Comics ed in seguito della Atlas Comics, le due antesignane della Marvel Comics. Heck divenne un artista della Atlas il 1º settembre 1954; il suo primo lavoro conosciuto per la compagnia fu una storia di sei pagine ambientata nella guerra di Corea: The Commies Attack! nel numero 29 di Battlefront (marzo 1955).
Disegnò inoltre storie western, horror, gialli ed ambientate nella giungla. Durante la crisi del settore del 1957, quando la Atlas licenziò la maggior parte dei free lance e dei disegnatori, Heck lavorò per 18 mesi come disegnatore di modelli di aeroplani.
La Atlas si rilanciò alla fine del 1958 con l'arrivo di Jack Kirby, figura leggendaria dei fumetti. Anche Kirby aveva bisogno di un rilanco, quindi si gettò in serie antologiche di storie di fantascienza, fantastico, soprannaturale e mostri, che costituirono il periodo "pre-supereroi". Heck tornò a disegnare, assieme ad altri autori che sarebbero presto diventati famosi con l'esplosione del fenomeno pop Marvel negli anni sessanta, con la copertina del numero 1 di Tales of Suspense (gennaio 1959) una delle poche copertine dell'epoca non disegnate da Kirby.
Negli anni appena precedenti l'arrivo dei Fantastici Quattro, dell'Uomo Ragno e degli altri popolari eroi Marvel, Heck contribuì a creare le atmosfere per le numerose storie di Strange Tales e Tales to Astonish, Strange Worlds, World of Fantasy e Journey into Mystery, molte delle quali furono ristampate negli anni sessanta e settanta. Heck, che era anche conosciuto per la sua abilità di disegnare bellissime figure femminili, collaborò anche con i fumetti romantici della Atlas/Marvel come Love Romances e My Own Romance.

### La "Silver Age"
Iron Man, alias Tony Stark, nacque sul numero 39 di Tales of Suspense (marzo 1963) come collaborazione tra Stan Lee che ideò il soggetto, Larry Lieber che stese la sceneggiatura della storia, Heck che la disegnò e Kirby che disegnò la copertina e la prima armatura. Heck ricordò in seguito che:
(Don Heck)
Lo storico dei fumetti (ed ex assistente di Kirby) Mark Evanier, indagando sulle dichiarazioni di Kirby sul suo coinvolgimento nella creazione sia di Iron Man che di Devil, intervistò sia lui che Heck sull'argomento e concluse che Kirby:
(Mark Evanier)
Heck partecipò alla prima apparizione di Occhio di Falco, l'arciere più famoso dell'Universo Marvel, nel numero 57 di Tales of Suspense (Settembre 1964), e la spia comunista e futura supereroina e agente dello S.H.I.E.L.D., Vedova Nera nel numero 52 (aprile 1964).
Heck disegnò la serie fino al numero 46 (ottobre 1963), dopodiché Steve Ditko introdusse la familiare armatura rossa e oro e disegnò tre numeri della serie. Heck tornò col numero 50 (in cui venne presentato il Mandarino) e continuò fino al 72 (dicembre 1965).
Parallelamente al lavoro su Iron Man, Heck successe a Kirby come disegnatore su The Avengers a partire dal numero 9 (ottobre 1964) con l'introduzione di Wonder Man.

### Fine carriera
Heck inchiostrò i propri disegni per molti anni. Ciò nonostante per tentare di adattarsi al "metodo Marvel" durante il periodo di grande espansione dei supereroi, gli fu assegnato un inchiostratore. Egli riuscì a fare i giusti adattamenti ed è tuttora uno dei disegnatori più ricordati della serie Avengers della metà degli anni sessanta. Alla fine ritornò ad inchiostrare i propri disegni nei numeri dal 32 al 37.
Heck continuò la propria attività nel campo dei fumetti anche negli anni successivi, disegnando Justice League of America, The Flash, Wonder Woman ed altre serie per la DC Comics. Disegnò inoltre tre numeri di H. P. Lovecraft's Cthulhu per la Millennium Publications.
Morì nel 1995 per un tumore del polmone.